# ACS Unirea Bascov
Asociația Club Sportiv Unirea Bascov, cunoscut ca Unirea Bascov, este un club de fotbal din comuna Bascov, județul Argeș, România, care joacă în prezent în Liga a III-a.

## Istoric
Clubul a fost fondat în 2007 cu numele de AS Valea Ursului. În 2014, echipa a fuzionat cu AS Bascov pentru a forma Unirea Bascov.
În sezonul 2014-15, echipa condusă de antrenorul Alin Lipa, a câștigat Campionatul Județean Argeș, dar a ratat promovarea în Liga a III-a, după ce a fost învinsă de FC Aninoasa, campioana județului Dâmbovița (1–2 la Aninoasa și 1–2 la Valea Ursului).
După un loc 2 în sezonul 2015–16, în sezonul 2016–17, "Urșii", cu Alin Chița pe bancă, au câștigat pentru a doua oară campionatul județean, dar au ratat din nou promovarea in Liga a III-a, de data aceasta a pierdut în fața lui FC Avrig, campioana județului Sibiu (0–1 la Avrig și 1–3 la Bradu).
Unirea Bascov a obținut promovarea în liga a treia în sezonul 2017–18, când a reușit o triplă istorică pentru un club din Liga a IV-a, echipa antrenată de fostul atacant al lui FC Argeș, Adrian Dulcea, a câștigat Liga a IV-a Argeș, barajul de promovare în Liga a III-a împotriva campioanei județului Olt, Vedița Colonești (2–1 la Mioveni și 1–0 la Colonești) și faza județeană a Cupei României.

## Jucători
La 6 Septembrie 2022.
| Nr. |                            | Poziție | Jucător                        |
| --- | -------------------------- | ------- | ------------------------------ |
| 1   | România                    | P       | Ciprian Grigore                |
| 2   | România                    | F       | Valerio Gallo (Captain)        |
| 3   | România                    | F       | Gabriel Puică                  |
| 4   | România                    | F       | Andrei Linte (Vice-Captain)    |
| 5   | România                    | M       | Antonio Papuc                  |
| 6   | România                    | M       | Mario Dobra                    |
| 7   | România                    | M       | Andrei Ionică                  |
| 9   | România                    | A       | Lorenț Gotea                   |
| 10  | Statele Unite ale Americii | M       | Roberto Hațegan                |
| 11  | România                    | M       | Darius Ciurea                  |
| 12  | România                    | P       | Claudiu Gheorghe (3rd captain) |
| 14  | România                    | M       | Ovidiu Cataramă                |
| 15  | România                    | F       | Mihai Tănase                   |
| 16  | România                    | A       | Darius Grigore                 |

| Nr. |         | Poziție | Jucător              |
| --- | ------- | ------- | -------------------- |
| 21  | România | F       | Sebastian Chircioagă |
| 22  | România | F       | Ionuț Doinea         |
| 24  | România | F       | Alexandru Stoian     |
| 26  | România | F       | Alexandru Guță       |
| 27  | România | M       | Radu Ciobanu         |
| 29  | Albania | A       | Kristian Koçi        |
| 34  | România | M       | Ștefan Tudose        |
| 36  | România | A       | Darius Chivu         |
| 77  | România | M       | Claudiu Mihalcea     |
| 88  | România | F       | Alexandru Dumitrache |
| 96  | România | A       | Alexandru Ionescu    |
| 97  | România | M       | Adrian Terec         |
| 98  | România | A       | Adrian Albulescu     |
| 99  | România | M       | Tiberiu Ene          |
|     | România | F       | Ionuț Mihăescu       |
|     | România | M       | Marian Obedeanu      |
|     | România | P       | Florin Bănuță        |

## Parcursul competițional
| Sezon   | Nivel | Divizie                      | Loc   | Note      | Cupa României |
| ------- | ----- | ---------------------------- | ----- | --------- | ------------- |
| 2023–24 | 3     | Liga a III-a (Seria a VI-a)  | 5     |           |               |
| 2022–23 | 3     | Liga a III-a (Seria a IV-a)  | 5     |           |               |
| 2021–22 | 3     | Liga a III-a (Seria a IV-a)  | 4     |           |               |
| 2020–21 | 3     | Liga III (Seria a VI-a)      | 4     |           | Turul doi     |
| 2019–20 | 3     | Liga a III-a (Seria a III-a) | 7     |           | Primul tur    |
| 2018–19 | 3     | Liga a III-a (Seria a III-a) | 9     |           | Turul doi     |
| 2017–18 | 4     | Liga a IV-a (AG)             | 1 (C) | Promovată |               |

| Sezon   | Nivel | Divizie          | Loc   | Note      | Cupa României |
| ------- | ----- | ---------------- | ----- | --------- | ------------- |
| 2016–17 | 4     | Liga a IV-a (AG) | 1 (C) |           | Turul doi     |
| 2015–16 | 4     | Liga a IV-a (AG) | 2     |           |               |
| 2014–15 | 4     | Liga a IV-a (AG) | 1 (C) |           | Turul trei    |
| 2013–14 | 4     | Liga a IV-a (AG) | 2     |           |               |
| 2012–13 | 4     | Liga a IV-a (AG) | 4     |           |               |
| 2011–12 | 5     | Liga a V-a (AG)  | 1 (C) | Promovată |               |

## Palmares
Liga a IV-a Argeș
- Campioană (3): 2014-15, 2016–17, 2017–18
- Locul 2 (2): 2013–14, 2015–16

Cupa României – Județul Argeș
- Câștigătoare (3): 2013–14, 2015–16, 2017–18